# Эфиопия на летних Олимпийских играх 2024

## Квалификация
| № п/п | Вид спорта      | Мужчины        | Мужчины                | Женщины        | Женщины                | Всего          | Всего                  |
| № п/п | Вид спорта      | Завоевано квот | Количество спортсменов | Завоевано квот | Количество спортсменов | Завоевано квот | Количество спортсменов |
| ----- | --------------- | -------------- | ---------------------- | -------------- | ---------------------- | -------------- | ---------------------- |
| 1     | Лёгкая атлетика | 12             | 12                     | 18             | 18                     | 30             | 30                     |
|       | ИТОГО           | 12             | 12                     | 18             | 18                     | 30             | 30                     |

## Медали
| Медаль | Спортсмен(ы) | Вид спорта | Дисциплина | Дата |
| ------ | ------------ | ---------- | ---------- | ---- |

| Вид спорта | 1 | 2 | 3 | Всего |

| Медали по датам | Медали по датам | Медали по датам | Медали по датам | Медали по датам | Медали по датам |
| --------------- | --------------- | --------------- | --------------- | --------------- | --------------- |
| Дата            | 1               | 2               | 3               | Всего           |                 |

## Состав команды
Лёгкая атлетика
1. Квота1 (5000 м)
2. Квота2 (5000 м)
3. Квота3 (5000 м)
4. Бериху Арегави
5. Селемон Барега
6. Йомиф Кеджелча
7. Квота7 (3000 м с/пр)
8. Квота8 (3000 м с/пр)
9. Квота9 (3000 м с/пр)
10. Квота10 (марафон)
11. Квота11 (марафон)
12. Квота12 (марафон)
13. Воркнеш Меселе[англ.]
14. Хабитам Алему[англ.]
15. Циге Дугума
16. Квота4 (1500 м)
17. Квота5 (1500 м)
18. Квота6 (1500 м)
19. Квота7 (5000 м)
20. Квота8 (5000 м)
21. Квота9 (5000 м)
22. Квота10 (10000 м)
23. Квота11 (10000 м)
24. Квота12 (10000 м)
25. Сембо Алмаев[англ.]
26. Ломи Мулета[англ.]
27. Зерфе Вондемагегн[англ.]
28. Квота16 (марафон)
29. Квота17 (марафон)
30. Квота18 (марафон)

## Легкая атлетика
Эфиопские легкоатлеты выполнили нормативы для участия в Играх 2024 года, пройдя прямую квалификацию или по мировому рейтингу, в следующих соревнованиях (максимум по 3 спортсмена в каждом). 
Беговые дисциплины
Мужчины
| Спортсмен      | Дисциплина  | Забеги    | Забеги | Утеш. забеги | Утеш. забеги | Полуфиналы | Полуфиналы | Финал     | Финал |
| Спортсмен      | Дисциплина  | Результат | Место  | Результат    | Место        | Результат  | Место      | Результат | Место |
| -------------- | ----------- | --------- | ------ | ------------ | ------------ | ---------- | ---------- | --------- | ----- |
|                | 5000 м      |           |        | —            | —            | —          | —          |           |       |
|                | 5000 м      |           |        | —            | —            | —          | —          |           |       |
|                | 5000 м      |           |        | —            | —            | —          | —          |           |       |
| Бериху Арегави | 10000 м     | —         | —      | —            | —            | —          | —          |           |       |
| Селемон Барега | 10000 м     | —         | —      | —            | —            | —          | —          |           |       |
| Йомиф Кеджелча | 10000 м     | —         | —      | —            | —            | —          | —          |           |       |
|                | 3000 м с/пр |           |        | —            | —            | —          | —          |           |       |
|                | 3000 м с/пр |           |        | —            | —            | —          | —          |           |       |
|                | 3000 м с/пр |           |        | —            | —            | —          | —          |           |       |
|                | Марафон     | —         | —      | —            | —            | —          | —          |           |       |
|                | Марафон     | —         | —      | —            | —            | —          | —          |           |       |
|                | Марафон     | —         | —      | —            | —            | —          | —          |           |       |

Женщины
| Спортсмен         | Дисциплина  | Забеги    | Забеги | Утеш. забеги | Утеш. забеги | Полуфиналы | Полуфиналы | Финал     | Финал |
| Спортсмен         | Дисциплина  | Результат | Место  | Результат    | Место        | Результат  | Место      | Результат | Место |
| ----------------- | ----------- | --------- | ------ | ------------ | ------------ | ---------- | ---------- | --------- | ----- |
| Воркнеш Меселе    | 800 м       |           |        |              |              |            |            |           |       |
| Хабитам Алему     | 800 м       |           |        |              |              |            |            |           |       |
| Циге Дугума       | 800 м       |           |        |              |              |            |            |           |       |
|                   | 1500 м      |           |        |              |              |            |            |           |       |
|                   |             |           |        |              |              |            |            |           |       |
|                   |             |           |        |              |              |            |            |           |       |
|                   | 5000 м      |           |        | —            | —            | —          | —          |           |       |
|                   | 5000 м      |           |        | —            | —            | —          | —          |           |       |
|                   | 5000 м      |           |        | —            | —            | —          | —          |           |       |
|                   | 10000 м     | —         | —      | —            | —            | —          | —          |           |       |
|                   | 10000 м     | —         | —      | —            | —            | —          | —          |           |       |
|                   | 10000 м     | —         | —      | —            | —            | —          | —          |           |       |
| Сембо Алмаев      | 3000 м с/пр |           |        | —            | —            | —          | —          |           |       |
| Ломи Мулета       | 3000 м с/пр |           |        | —            | —            | —          | —          |           |       |
| Зерфе Вондемагегн | 3000 м с/пр |           |        | —            | —            | —          | —          |           |       |
|                   | Марафон     | —         | —      | —            | —            | —          | —          |           |       |
|                   | Марафон     | —         | —      | —            | —            | —          | —          |           |       |
|                   | Марафон     | —         | —      | —            | —            | —          | —          |           |       |